# Basílica de Nuestra Señora de la Paz (Yamusukro)
La Basílica de Nuestra Señora de la Paz (en francés Basilique de Notre Dame de la Paix de Yamoussoukro) es un templo católico ubicado en Yamusukro (Costa de Marfil), construido a imagen de la Basílica de San Pedro, en la Ciudad del Vaticano. Es obra del arquitecto libanés Pierre Fakhoury y se la conoce como San Pedro de África. Esta basílica es uno de los templos católicos más grandes del mundo.
A pesar de su tamaño y monumentalidad la Basílica no es una catedral, ya que la cercana Catedral de San Agustín es el principal lugar de culto de la ciudad y sede del obispo de la diócesis de Yamusukro.

## Arquitectura y localización
La basílica posee una cúpula de 158 metros de altura y puede albergar a 18.000 fieles en su interior y 300.000 en la explanada exterior. Construida en mármol, mide 195 metros de largo y 150 de ancho. Junto a la Basílica de San Pedro (en la Ciudad del Vaticano), la Basílica de Nuestra Señora Aparecida (en Brasil) y la Mezquita-Catedral de Córdoba (en España), es una de las iglesias más grandes del mundo.
La Basílica de Nuestra Señora de la Paz se encuentra a las afueras de Yamusukro, hacia la zona occidental de la ciudad. El altar de la basílica está orientado hacia el suroeste, mientras que la fachada está orientada hacia el noreste, precisamente la dirección en la que se encuentra la basílica de San Pedro de la Ciudad del Vaticano.

## Historia
El antiguo presidente de Costa de Marfil, Félix Houphouët-Boigny, pagó de su bolsillo los casi 300 millones de dólares que costó la construcción de la iglesia,[cita requerida] realizada entre 1986 y 1989. La primera piedra fue colocada el 2 de febrero de 1986.
Aunque la Santa Sede en un principio se negó a aceptarla por el carácter ostentoso de la obra, tras la presión de los obispos locales decidió finalmente aceptarla pero con condiciones: que se construyera un hospital para los más pobres junto a la Basílica y que se levantara una Universidad Católica. Tras la firma del acuerdo, la realidad es que sólo se pusieron las primeras piedras, aunque el Gobierno de Costa de Marfil afirma que las obras se concluirán.
El papa Juan Pablo II la consagró el 10 de septiembre de 1990. La basílica se encuentra en propiedad de la Santa Sede y es administrada actualmente por Palotinos polacos.

### Cronología
A continuación se exponen las fechas más importantes en la historia de la construcción de la basílica:
- 10 de agosto de 1985: Bendición de la primera piedra por el papa Juan Pablo II.

- 2 de febrero de 1986: Colocación de la primera piedra.

- Julio de 1986: Inicio de las obras.

- Septiembre de 1989: Finalización.

- 10 de septiembre de 1990: Dedicación del templo por el papa Juan Pablo II.

- 1 de enero de 1991: Consagración oficial al culto.